# Witiza
Witiza fue rey de los visigodos, asociado con su padre al trono hacia 694, donde gobernaría conjuntamente (regni concordia) desde su unción el 15 de noviembre de 700, hasta finales de 702 o 703, en que falleció su padre Égica. Reinó en solitario hasta su muerte ocurrida entre los años 710 o 711.

## Ascendencia
Su padre, el rey Égica, se casó con Cixilo, hija del rey Ervigio como una parte del compromiso para compatibilizar los intereses de la familia de Ervigio y la de Égica. Pero tal compromiso solo tendría validez si existía descendencia del matrimonio. Witiza era hijo de Égica, y el hecho de que fuera ungido a finales del año 700 pudo ser debido a que debía tener en torno a los catorce años de edad, lo que haría factible que Witiza fuera hijo del matrimonio de Égica con Cixilo.
Sin embargo, a tenor de la descripción literal establecida en el canon 7 del XVII Concilio, por el que se protegía a la descendencia de Égica, parece deducirse que la reina Cixilo aún no tenía hijos en el año 694, por lo que Witiza no sería hijo de Cixilo, sino de un matrimonio anterior. El hecho de que aparezca un conde Égica firmando como asistente en el XIII Concilio en 683, generalmente aceptado que fuera el posterior rey, muestra que podría tener entonces al menos treinta años y, por tanto, al acceder al trono en la década de 680, tener hijos de un matrimonio anterior al de Cixilo. Pero esta postura también ha sido puesta en duda, puesto que en el XVI Concilio —donde no se menciona a la reina— se puso bajo protección a los hijos del rey con sus cónyuges una vez muerto el rey y, a pesar de que esos hijos casados no podrían por edad ser hijos de Égica con Cixilo, no existe constancia de tal matrimonio anterior ni de hijos ya casados en el momento del Concilio XVI; por lo que hay historiadores que deducen que los cánones conciliares que protegían a la familia de Égica eran genéricos. Aun así, hay estudiosos que han deducido que la ausencia de mención de Cixilo en el XVI Concilio es porque aún no tenía hijos, el equilibrio entre las familias de Ervigio y Égica no se habría alcanzado aún, por lo que los hijos de Égica mencionados procederían de un matrimonio anterior, para los que Égica buscaba protección incluso frente a los hijos de Ervigio. Siguiendo esta hipótesis, la vuelta a planteamiento de la protección de la descendencia de Égica al año siguiente en el XVII Concilio no sería del mismo tipo, pues en este caso se refiere a la reina Cixilo y a la futura descendencia con ella, una protección necesaria frente a sus hermanastros habidos del hipotético primer matrimonio de Égica. Por tanto, si Witiza no hubiera sido hijo de Cixilo, las medidas tomadas por Égica siguen una lógica: en el III Concilio de Zaragoza (691) hizo que la reina viuda ingresara en un monasterio para que, una vez fallecido Égica, su viuda Cixilio ingresara en su momento para evitar que usara su poder e influencia contra los hijos habidos en el primer matrimonio, y en el XVI Concilio (693) Égica puso bajo protección a los hijos del primer matrimonio, pero en el XVII Concilio (694) hizo proteger a los hijos habidos con Cixilo —ante la situación futura que se quedaría viuda y tendría que ingresar en un monasterio— de sus hermanastros una vez muerto el rey.

## Corregencia de Égica y Witiza

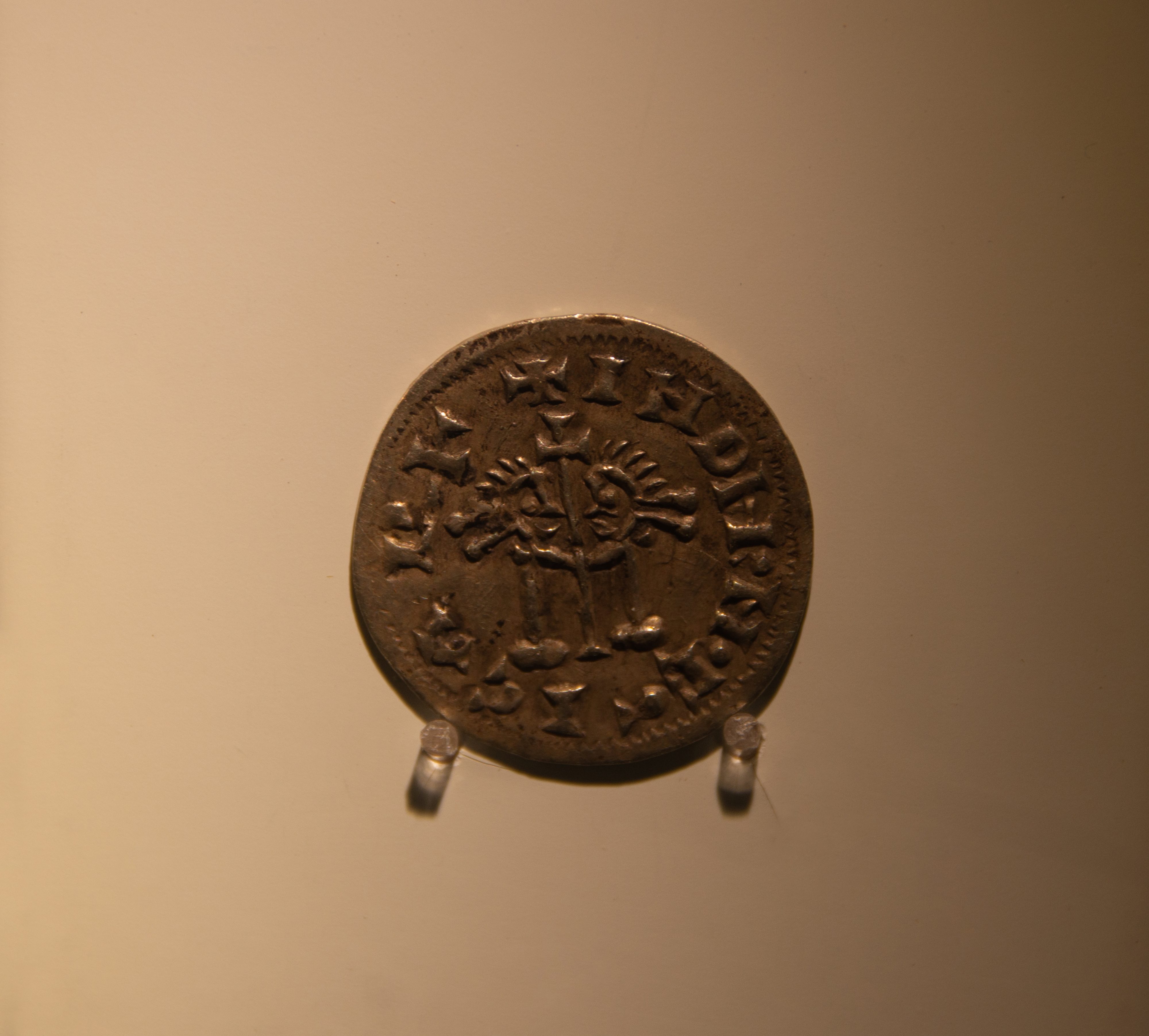
Tremís de oro acuñado en Egitania (Idanha-a-Velha, Portugal) durante la corregencia de Égica y Witiza.

La Crónica de 754 indica que Witiza fue asociado al trono en el año 698. Sin embargo, existe un documento contemporáneo por el que se indica que Witiza fue asociado al trono a finales de 693 o en 694, lo que viene corroborado por el número total de moneda acuñada en relación con otros reinados del siglo VII. De este modo, esto vendría a ser consecuencia de la rebelión de Suniefredo para asegurar y monopolizar el trono para su familia frente a otros candidatos.
En este sentido la misma asociación de Witiza puede verse como demostración de que no era hijo de Cixilo, pues si Witiza hubiera sido hijo de Cixilo no habría oposición entre las dos familias a la sucesión, y la unción de Witiza se presentaba como la forma de garantizar el apoyo del clero ante una eventual oposición a dicha sucesión. La afirmación de la Crónica de Alfonso III de vincular a Witiza como hijo de Cixilo, y así nieto de Ervigio, podría verse en este sentido como una forma de establecer una familia real malvada que habría llevado la ruina de España ante la invasión árabe. Sin embargo, existe la postura contraria, que Witiza fue hijo de Cixilo y que ante las complicadas circunstancias de la sublevación de Suniefredo, la asociación le habría sido impuesta, lo que vendría ilustrado en los tipos monetarios de bustos enfrentados, que ilustran una forma de compromiso entre facciones en oposición. Esto concuerda con la Crónica de Alfonso III, que habla de Witiza como hijo de Cixilo, y así nieto de Ervigio, familia real que considera responsable de la derrota ante la invasión árabe, y opositora a la de Rodrigo.
La versión ovetense de la Crónica de Alfonso III indica que Égica dejó a cargo de Witiza el gobierno del antiguo reino suevo, fijando su residencia real en Tuy. La Chronica regum Visigothorum afirma que Witiza fue ungido el 15 de noviembre de 700, de lo que parece derivarse que fue en ese año cuando alcanzó la edad para no estar sometido a una tutela, esto es, en torno a los catorce años de edad, aunque por otra parte hay autores, como Julia Montenegro y Arcadio del Castillo, que dicen que Witiza tendría los catorce años al inicio de la corregencia hacia 694, con lo que el acto de la unción en el año 700 es el que habría generado un verdadero cogobierno.
La corregencia fue un periodo turbulentoː la Crónica de 754 anota que el reino visigodo sufrió una epidemia de peste, por la que los reyes tuvieron que abandonar Toledo hacia 701. Y alrededor del año 700 hubo campañas de los aquitanos sobre la Narbonense en las que posiblemente capturaron Carcasona. El Cronicon Pacense establece que en los reinados de Égica y Witiza hubo confrontaciones bélicas entre visigodos y bizantinos, que estuvieron enmarcadas en la debilidad de los emperadores Leoncio y Tiberio III Apsimaros en la defensa de África. Se sabe que en este reinado conjunto una flota bizantina atacó las costas del sur de Hispania y fue rechazada por un noble llamado Teodomiro, de lo que se puede deducir que es el mismo que acordó en 713 con los musulmanes el pacto de Teodomiro. La fecha de este evento es dudosa: Roger Collins indica que pudo haber sucedido durante la expedición mandada por el emperador Leoncio entre 697-698 para recuperar Cartago de los árabes, o quizás al finalizar el reinado de Witiza. Tal y como señala E. A. Thompson, no se conoce el contexto de este suceso, aunque puede estar ligado con acciones de vigilancia en los enclaves bizantinos de Tánger y Ceuta, como afirma Collins, o incluso, como admite Palao Vicente, que Cartagena seguía en manos bizantinas y que la posición de Teodomiro antes de la invasión árabe estaba enfocada a cercar una Cartagena todavía bizantina.
No se tiene constancia de la muerte de Égica, la última mención figura en una ley promulgada a finales de 702, pero quizás podía haberse producido en 703. Su hijo Witiza quedó como rey único.

## Reinado en solitario

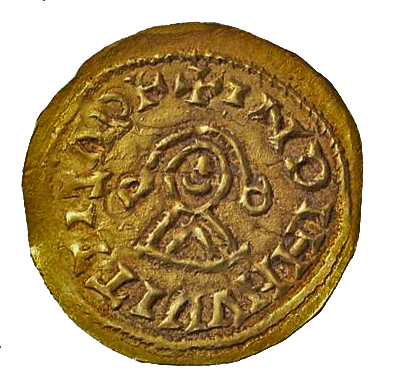
Un tremissis de oro acuñado en Braga durante el reinado de Witiza.

La documentación del reinado de Witiza ha quedado plasmada en dos tendencias opuestas que responsabilizaban de la caída del reino visigodo o a Witiza o a su sucesor Rodrigo. Por un lado, las crónicas asturianas redactadas en torno al año 900 son de carácter antiwitizano, ya que responsabilizan a este rey de la decadencia política y moral que produjo la ruina del reino de manos de los árabes. Por otro lado, los mozárabes del siglo VIII caracterizaban el reinado de Witiza como buenos tiempos.
Tras la muerte de Égica, se convocó el XVIII Concilio de Toledo en una fecha comprendida entre los años 702-703, pero sus actas no se han conservado. Desde San Isidoro de Sevilla, los cánones conciliares se habían incluido en la Collectio canonum Ecclesiae Hispania, denominada simplemente como Hispania. La última actualización de esta compilación de actas conciliares españolas se produjo tras el XVII Concilio de Toledo. Y la conquista árabe dio fin a proseguir con la compilación, con lo que las actas del XVIII Concilio no llegaron a tiempo para ser incluidas. Se tiene constancia de la existencia de este concilio por el manuscrito de Celanova, que recogía una Recensión Vulgata de la colección Hispania; manuscrito que desapareció durante la guerra civil española y reapareció en la década de 1980.  Sin embargo, dado que se ha conservado el Concilio de Córdoba de 839, la ausencia de las actas pudiera deberse a una acción deliberada. Puesto que la Crónica de Alfonso III indica que obligó a los clérigos a casarse, esto puede dar indicio que en el XVIII Concilio se hubieran aprobado los cánones del Concilio Quinisexto (692), rechazado por la Iglesia de Roma, cánones en los que se aceptaba un clero casado. Este hecho hubiese seguido un proceso similar con respecto del Concilio de Constantinopla III (680-681), que fue aprobado en el XIV Concilio de Toledo (684). De este modo, cuando la Crónica mozárabe indica que el metropolitano de Toledo, Sinderedo, ofendió a los hombres de la Iglesia a instigación del rey, puede entenderse aparte que ejerciera presiones sobre la jerarquía de la Iglesia hispana por orden del rey, el que Witiza puso bajo su patrocinio las decisiones del Concilio Quinisexto a través Sinderedo. Dado que con la invasión árabe no hubo más concilios de Toledo para repudiar esas actas, su no inclusión en la compilación canónica Hispania sirvió para tal efecto. No obstante, la versión rotense de la Crónica de Alfonso III indica que la derogación de los cánones del XVIII Concilio se llevó a cabo por Fruela I de Asturias. Sin embargo, puede entenderse que la postura de Witiza fue la de reformar la corrupción de la Iglesia.
La Crónica mozárabe de 754 muestra un carácter más conciliador de Witiza en contraste con el autoritarismo de Égica. En este sentido, la Crónica señala que concedió una amplia amnistía a los que habían sido condenados por su padre, restauró el Oficio Palatino, que había sufrido una gran merma a causa de las conjuras como la de Suniefredo y Sisberto, restituyendo el cargo y las propiedades confiscadas a los que habían sido despojados. También compensó a los desterrados y quemó públicamente las declaraciones sobre deudas al Tesoro que habían sido firmadas a la fuerza. Además devolvió al Tesoro público las propiedades que Égica había tomado como posesión personal, diferenciando entre el patrimonio personal del rey y el del cargo. Puede suponerse que estas medidas en favor de la nobleza perseguida por Égica pudieran haber sido adoptadas en el XVIII Concilio.
Se sabe asimismo que durante el reinado de Witiza se produjeron hambrunas por las malas cosechas en los años 707 y 709, así como una gran epidemia de peste, y que el Código de leyes se amplió, lo que puede entenderse como muestra de debilidad política.

## Sucesión
No se tiene constancia de su muerte ni de las circunstancias de su sucesión, aunque se puede deducir que no fue pacífica. Según la Chronica Regum Visigothorum, el reinado de Witiza terminó en 710, mientras que la Crónica mozárabe lo sitúa en 711. De forma general se acepta que el reinado de Witiza concluyó cuando murió, cuando aún no habría cumplido los treinta años de edad, alrededor de sus veinticinco años de edad, de acuerdo a si se considera que fue hijo de la reina Cixilo; si se considera que Witiza no fue hijo de Cixilo, sino de un matrimonio anterior de Égica, entonces tendría una edad relativamente avanzada.

## Descendencia
La Crónica del siglo X de Abu Bakr Ibn Umar Ibn Al-Qutiyya —que declaraba ser descendiente de Witiza a través de una nieta llamada Sara— establece que Witiza tuvo tres hijos: Olmundo, Artobás (Artabasdus) y Rómulo (Romulus). Pero la aceptación de la veracidad de esta descendencia no es unánime entre los especialistas.
Algunas crónicas afirman la existencia de un Flavio Sisebuto, juez de los cristianos de Coímbra, como hijo de Witiza. Algunos genealogistas modernos han llegado a identificar a este Sisebuto con el Artobás registrado en las crónicas árabes. Pero si este conde realmente existió, por cronología sería más probable que fuese hermano y no hijo de Witiza.
También se ha especulado con que el rey Agila II, rival de Rodrigo, fuese uno de los hijos de Witiza, pero esto es un error a consecuencia de datos contradictorios y legendarios de la historiografía hispanoárabe.
| Predecesor: Égica | Rey de los Visigodos 700 - 710 (Junto a Égica hasta 702/703) | Sucesor: Rodrigo contra Agila II |